# Colias cesonia
The Southern Dogface, Colias cesonia, là một loài bướm Bắc Mỹ thuộc họ Pieridae, phân họ Coliadinae.

## Hình ảnh

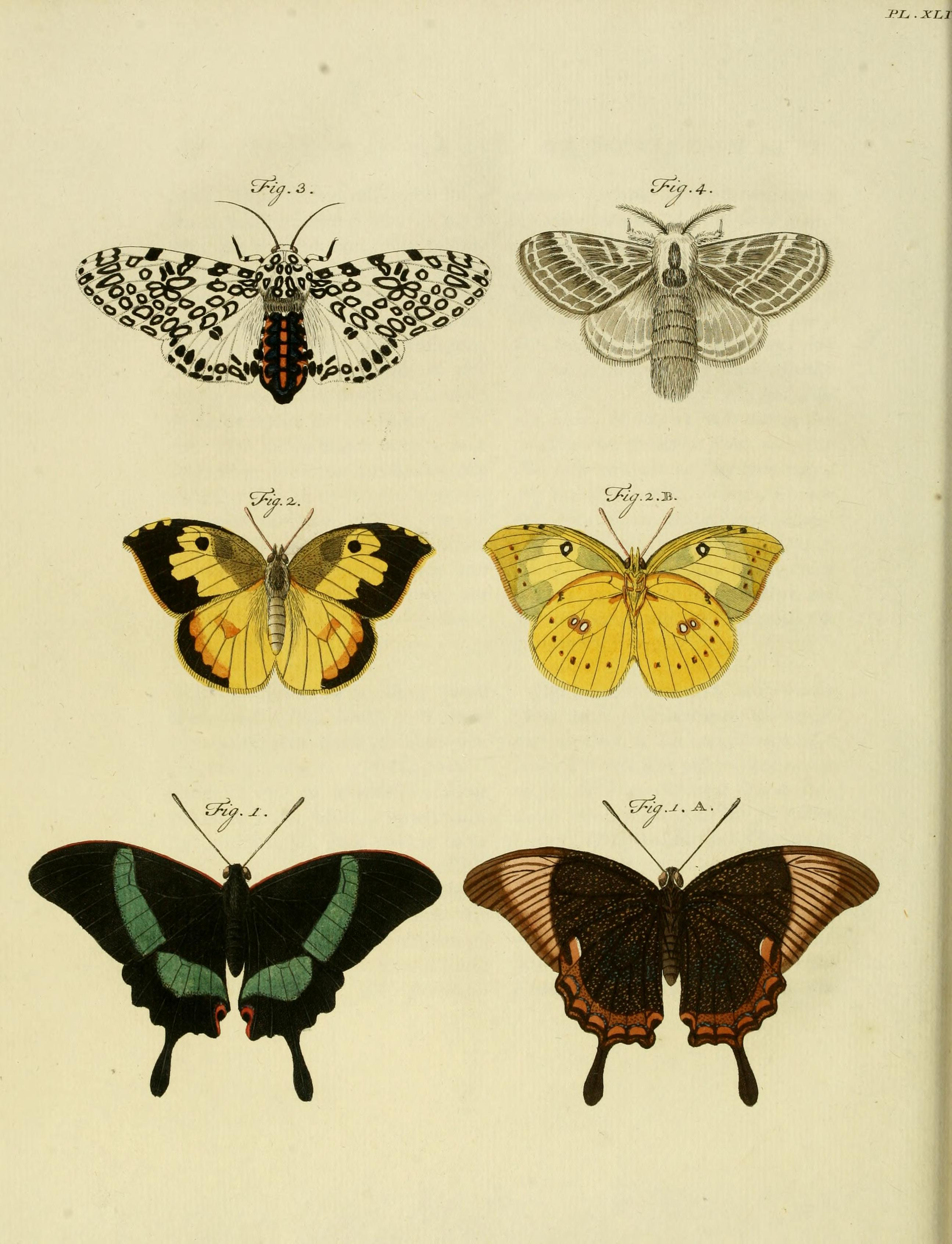
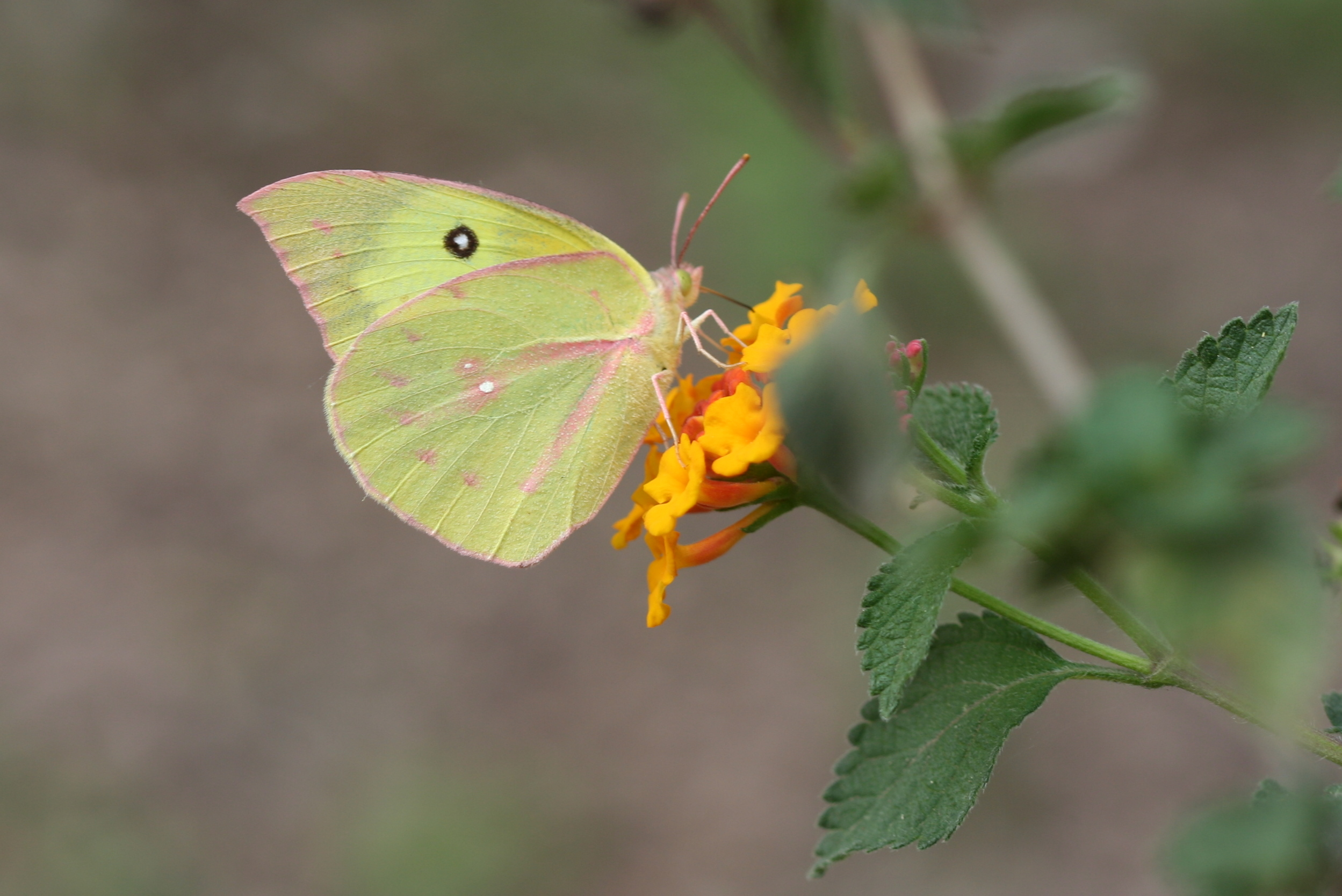
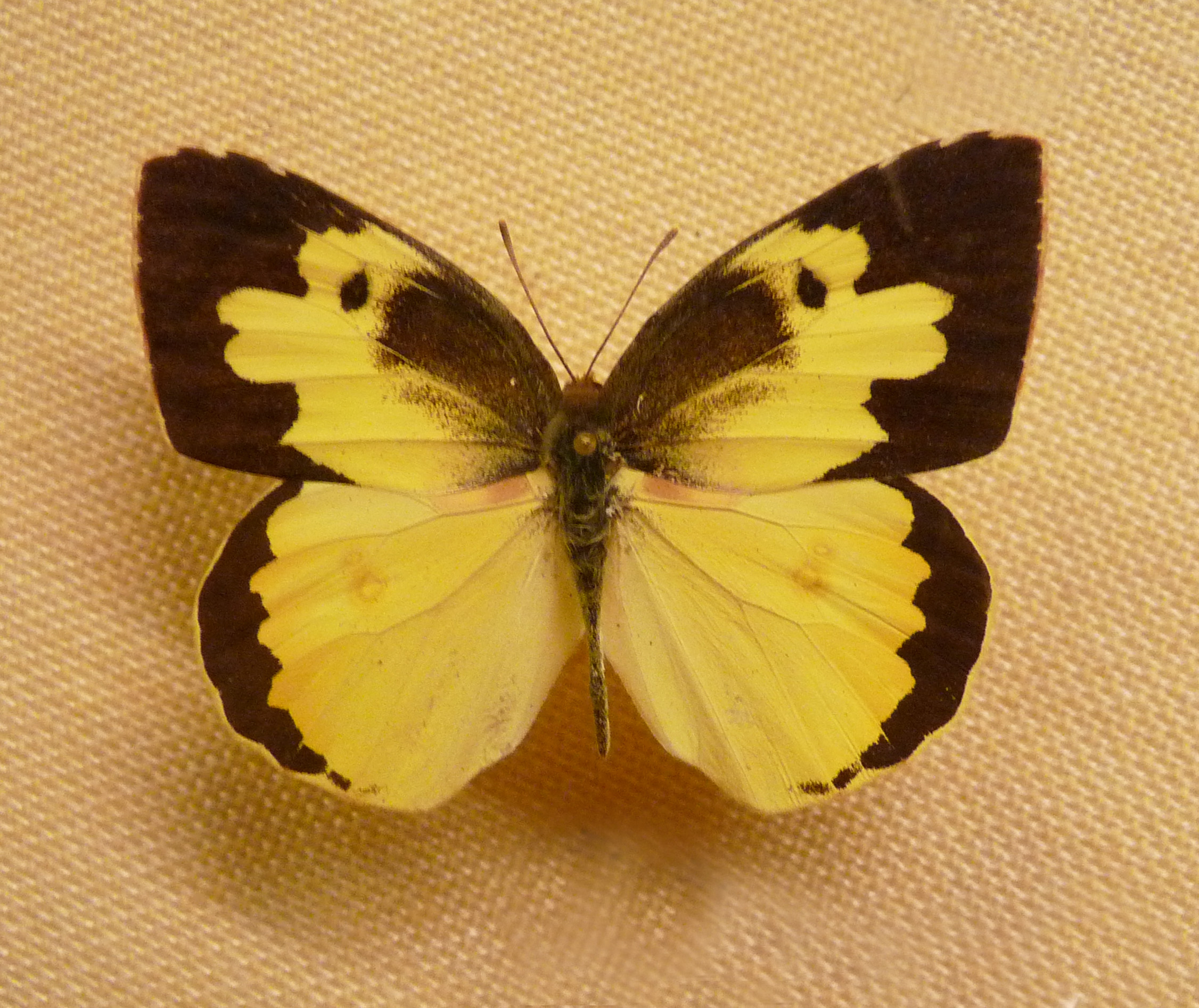